# Człowiek z Maludong

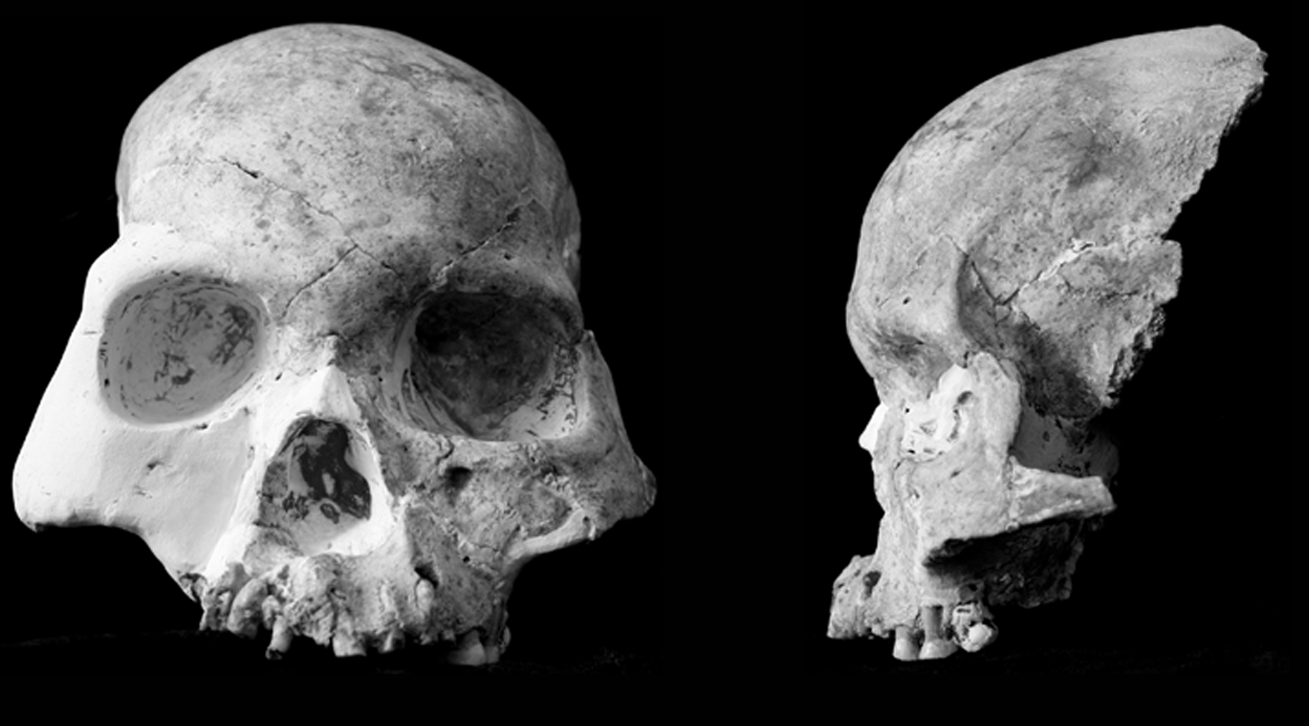
Fragment czaszki odnalezionej w Longlin

Fragmenty żuchwy

Człowiek z jaskini Maludong – najmłodsza znana populacja rodzaju Homo znacząco różniąca się budową ciała od człowieka współczesnego. Skamieniałości, których wiek szacowany jest na 14 500 – 11 500 lat, zostały znalezione w jaskini Maludong (chiń. upr. 马鹿洞; pinyin Mǎlùdòng, dosł. Jaskinia Jelenia Szlachetnego) oraz w jaskini Longlin w Chinach. Ponieważ populacja zawiera zarówno cechy archaiczne, jak i te charakterystyczne dla ludzi współczesnych, rozważano możliwość, że był to osobny gatunek człowieka, który przetrwał do niedawnych czasów, a następnie wymarł, nie pozostawiając żadnych śladów w puli genowej ludzi współczesnych. Badania DNA z czaszki jednego z osobników wykazały jednak, że ludzie z jaskini Maludong stanowili populację ludzi współczesnych. Pozostawione resztki pożywienia dowodzą, iż mięso dużych rozmiarów jelenia było gotowane w jaskini i stąd pochodzi nazwa owej ludzkiej populacji.

## Odkrycie
W 1979 w jaskini Longlin w rejonie Kuangsi (Chiny) został znaleziony fragment czaszki jaskiniowca. Przy okazji wydobyto również szczątki gatunku z rodzaju Homo w Maludong w prowincji Junnan. Podczas badania węgla pozostałego na osadzie okazów wiek skamieniałości mieszkańców jaskini Maludong został oszacowany na 14 500 – 11 500 lat. Powszechnie uważa się, iż w tym okresie wymarły wszystkie prehistoryczne gatunki człowieka, w tym neandertalczycy. Populacja ludzi z jaskini Maludong mogła żyć zatem w znacznie późniejszym okresie niż Homo floresiensis, którego okres istnienia szacuje się na 13 000 lat temu.

## Anatomia
Pomimo swego stosunkowo „młodego” wieku skamieniałości przejawiają cechy bardziej prymitywnych gatunków człowieka. Mieszkańcy jaskini Maludong mają szczególne cechy odróżniające ich od ludzi współczesnych: płaską twarz, szeroki nos, wystającą żuchwę z nieobecnym podbródkiem, sporej wielkości zęby trzonowe, silnie zarysowane łuki brwiowe, grube kości czaszki oraz średniej wielkości mózg.

## Uznanie za odrębny gatunek
Choć cechy fizyczne człowieka z jaskini Maludong sugerują, iż może być to nieodkryty wcześniej gatunek Homo; naukowcy, którzy odkryli skamieniałości, są niechętni, by uznać znalezisko za szczątki nowego, odrębnego gatunku. Christ Stringer z Muzeum Historii Naturalnej w Londynie zasugerował, że ów gatunek jest mieszańcem człowieka z Denisowej Jaskini i człowieka współczesnego. Pozostali naukowcy pozostają nastawieni sceptycznie, sugerując, iż cechy występujące u człowieka z jaskini Maludong mogą pojawiać się naturalnie również u współczesnych ludzi.
Badania Zhanga i współpracowników (2022) wykazały przynależność ludzi z jaskini Maludong do gatunku Homo sapiens i ich pokrewieństwo ze współczesnymi ludźmi z Azji Wschodniej..